# Wounded Bird Records
Wounded Bird Records je americké hudební vydavatelství. Vzniklo v roce 1998 v newyorském městě Guilderland a věnuje se pouze vydávání reedic a to jen na kompaktních discích. Společně vydala například reedice alb Adriana Belewa, Johna Calea, Gordona Haskella či Ellen Foley. Převážná část katalogu Wounded Bird je licencována společností Warner Music Group, část Sony Music Entertainment.